# Chapelle Saint-Grégoire de Gap
La chapelle Saint-Grégoire est une chapelle du diocèse de Gap et d'Embrun située à Gap, dans les Hautes-Alpes.

## Historique et architecture
Elle est située dans le hameau des Fareaux.